# Volta a Catalunya de 1996
La Volta a Catalunya de 1996 va ser 76a edició de la Volta Ciclista a Catalunya. Es disputà en 7 etapes més un pròleg del 13 al 20 de juny de 1996 amb un total de 938,1 km. El vencedor final fou el suís Alex Zülle de l'equip ONCE per davant del seu company Patrick Jonker i Marco Fincato de l'equip Roslotto-ZG Mobili.
En aquesta edició hi havia tres contrarellotges individuals. L'equip ONCE, arribava com a gran favorit pel triomf final.
Bon contrarellotgista i escalador, Alex Zülle domina la cursa des de la primera etapa. Fins i tot a la cronoescalada de Lles de Cerdanya, malgrat caure, guanya l'etapa; i a l'etapa reina de Superbagneres, es permet el luxe d'esperar el seu company Jonker per deixar-lo guanyar. No va tenir rivals i demostrava que era un dels favorits de cara del Tour de França d'aquell any.

## Etapes
| Etapa  | Data       | Ciutats d'etapa                               | km    | Vencedor de l'etapa   | Líder de la general |
| ------ | ---------- | --------------------------------------------- | ----- | --------------------- | ------------------- |
| Pròleg | 13 de juny | Platja d'Aro – Platja d'Aro (CRI)             | 8,2   | Alex Zülle (SUI)      | Alex Zülle (SUI)    |
| 1a     | 14 de juny | Platja d'Aro – Manresa                        | 190,9 | Marco Saligari (ITA)  | Alex Zülle (SUI)    |
| 2a     | 15 de juny | Caves Segura Viudas (Torrelavit) – Barcelona  | 147,1 | Mario Cipollini (ITA) | Alex Zülle (SUI)    |
| 3a     | 16 de juny | Martinet de Cerdanya – Lles de Cerdanya (CRI) | 13,5  | Alex Zülle (SUI)      | Alex Zülle (SUI)    |
| 4a     | 17 de juny | La Seu d'Urgell - Superbagneres (FRA)         | 180,0 | Patrick Jonker (AUS)  | Alex Zülle (SUI)    |
| 5a     | 18 de juny | Banhèras de Luishon (FRA) – Lleida            | 188,0 | Mario Cipollini (ITA) | Alex Zülle (SUI)    |
| 6a     | 19 de juny | Vila-seca – Port Aventura (CRI)               | 20,4  | Alex Zülle (SUI)      | Alex Zülle (SUI)    |
| 7a     | 20 de juny | Port Aventura – Igualada                      | 190,0 | Marcel Wüst (GER)     | Alex Zülle (SUI)    |

### Pròleg
13-06-1996: Platja d'Aro, 8,2 km. (CRI):
|   | Ciclista                 | Equip              | Temps  |
| - | ------------------------ | ------------------ | ------ |
| 1 | Alex Zülle (SUI)         | ONCE               | 9' 56" |
| 2 | Patrick Jonker (AUS)     | ONCE               | + 9"   |
| 3 | Maurizio Fondriest (ITA) | Roslotto-ZG Mobili | + 12"  |

|   | Ciclista                 | Equip              | Temps  |
| - | ------------------------ | ------------------ | ------ |
| 1 | Alex Zülle (SUI)         | ONCE               | 9' 56" |
| 2 | Patrick Jonker (AUS)     | ONCE               | + 9"   |
| 3 | Maurizio Fondriest (ITA) | Roslotto-ZG Mobili | + 12"  |

### 1a etapa
14-06-1996: Platja d'Aro – Manresa, 190,9 km.:
|   | Ciclista                   | Equip                   | Temps      |
| - | -------------------------- | ----------------------- | ---------- |
| 1 | Marco Saligari (ITA)       | MG Maglificio-Technogym | 5h 01' 21" |
| 2 | Maurizio Fondriest (ITA)   | Roslotto-ZG Mobili      | m. t.      |
| 3 | Massimiliano Gentili (ITA) | Cantina Tollo           | m. t.      |

|   | Ciclista                 | Equip              | Temps       |
| - | ------------------------ | ------------------ | ----------- |
| 1 | Alex Zülle (SUI)         | ONCE               | 5 h 11' 17" |
| 2 | Maurizio Fondriest (ITA) | Roslotto-ZG Mobili | + 12"       |
| 3 | Patrick Jonker (AUS)     | ONCE               | + 16"       |

### 2a etapa
15-06-1996: Caves Segura Viudas (Torrelavit) – Barcelona, 147,1 km.:
|   | Ciclista                | Equip   | Temps      |
| - | ----------------------- | ------- | ---------- |
| 1 | Mario Cipollini (ITA)   | Saeco   | 3h 33' 30" |
| 2 | Marcel Wüst (GER)       | MX Onda | m. t.      |
| 3 | Peter Van Petegem (BEL) | TVM     | m. t.      |

|   | Ciclista                 | Equip              | Temps      |
| - | ------------------------ | ------------------ | ---------- |
| 1 | Alex Zülle (SUI)         | ONCE               | 8h 44' 47" |
| 2 | Maurizio Fondriest (ITA) | Roslotto-ZG Mobili | + 12"      |
| 3 | Patrick Jonker (AUS)     | ONCE               | + 16"      |

### 3a etapa
16-06-1996: Martinet de Cerdanya - Lles de Cerdanya, 13,5 km. (CRI):
|   | Ciclista                      | Equip | Temps    |
| - | ----------------------------- | ----- | -------- |
| 1 | Alex Zülle (SUI)              | ONCE  | 28' 39"  |
| 2 | Patrick Jonker (AUS)          | ONCE  | + 1' 09" |
| 3 | Marcelino García Alonso (ESP) | ONCE  | + 1' 37" |

|   | Ciclista             | Equip              | Temps      |
| - | -------------------- | ------------------ | ---------- |
| 1 | Alex Zülle (SUI)     | ONCE               | 9h 13' 26" |
| 2 | Patrick Jonker (AUS) | ONCE               | + 1' 25"   |
| 3 | Marco Fincato (ITA)  | Roslotto-ZG Mobili | + 2' 20"   |

### 4a etapa
17-06-1996: La Seu d'Urgell – Superbagneres, 188,0 km.:
|   | Ciclista             | Equip              | Temps      |
| - | -------------------- | ------------------ | ---------- |
| 1 | Patrick Jonker (AUS) | ONCE               | 5h 24' 34" |
| 2 | Alex Zülle (SUI)     | ONCE               | m. t.      |
| 3 | Marco Fincato (ITA)  | Roslotto-ZG Mobili | + 1' 20"   |

|   | Ciclista             | Equip              | Temps       |
| - | -------------------- | ------------------ | ----------- |
| 1 | Alex Zülle (SUI)     | ONCE               | 14h 38' 20" |
| 2 | Patrick Jonker (AUS) | ONCE               | + 1' 5"     |
| 3 | Marco Fincato (ITA)  | Roslotto-ZG Mobili | + 3' 20"    |

### 5a etapa
18-06-1996: Banhèras de Luishon – Lleida, 188,0 km.:
|   | Ciclista               | Equip              | Temps      |
| - | ---------------------- | ------------------ | ---------- |
| 1 | Mario Cipollini (ITA)  | Saeco              | 5h 13' 47" |
| 2 | Marcel Wüst (GER)      | MX Onda            | m. t.      |
| 3 | Andrea Ferrigato (ITA) | Roslotto-ZG Mobili | m. t.      |

|   | Ciclista             | Equip              | Temps       |
| - | -------------------- | ------------------ | ----------- |
| 1 | Alex Zülle (SUI)     | ONCE               | 19h 52' 07" |
| 2 | Patrick Jonker (AUS) | ONCE               | + 1' 5"     |
| 3 | Marco Fincato (ITA)  | Roslotto-ZG Mobili | + 3' 20"    |

### 6a etapa
19-06-1996: Vila-seca – Port Aventura, 20,4 km. (CRI):
|   | Ciclista             | Equip | Temps   |
| - | -------------------- | ----- | ------- |
| 1 | Alex Zülle (SUI)     | ONCE  | 22' 53" |
| 2 | Patrick Jonker (AUS) | ONCE  | + 3"    |
| 3 | Francis Moreau (FRA) | GAN   | + 38"   |

|   | Ciclista             | Equip              | Temps       |
| - | -------------------- | ------------------ | ----------- |
| 1 | Alex Zülle (SUI)     | ONCE               | 20h 15' 00" |
| 2 | Patrick Jonker (AUS) | ONCE               | + 1' 8"     |
| 3 | Marco Fincato (ITA)  | Roslotto-ZG Mobili | + 4' 23"    |

### 7a etapa
20-06-1996: Port Aventura – Igualada, 190,0 km.:
|   | Ciclista                | Equip         | Temps      |
| - | ----------------------- | ------------- | ---------- |
| 1 | Marcel Wüst (GER)       | MX Onda       | 4h 30' 27" |
| 2 | Àngel Edo (ESP)         | Kelme-Artiach | m. t.      |
| 3 | Peter Van Petegem (BEL) | TVM           | m. t.      |

|   | Ciclista             | Equip              | Temps       |
| - | -------------------- | ------------------ | ----------- |
| 1 | Alex Zülle (SUI)     | ONCE               | 24h 45' 29" |
| 2 | Patrick Jonker (AUS) | ONCE               | + 1' 8"     |
| 3 | Marco Fincato (ITA)  | Roslotto-ZG Mobili | + 4' 23"    |

## Classificació General
|    | Ciclista                      | Equip                   | Temps       |
| -- | ----------------------------- | ----------------------- | ----------- |
| 1  | Alex Zülle (SUI)              | ONCE                    | 24h 45' 29" |
| 2  | Patrick Jonker (AUS)          | ONCE                    | + 1' 8"     |
| 3  | Marco Fincato (ITA)           | Roslotto-ZG Mobili      | + 4' 23"    |
| 4  | Massimiliano Gentili (ITA)    | Cantina Tollo           | + 7' 05"    |
| 5  | Laudelino Cubino (ESP)        | Kelme-Artiach           | + 7' 40"    |
| 6  | Bo Hamburger (DEN)            | TVM                     | + 7' 46"    |
| 7  | Marcelino García Alonso (ESP) | ONCE                    | + 8' 27"    |
| 8  | Roberto Pistore (ITA)         | MG Maglificio-Technogym | + 8' 55"    |
| 9  | Marco Saligari (ITA)          | MG Maglificio-Technogym | + 9' 55"    |
| 10 | Paolo Savoldelli (ITA)        | Roslotto-ZG Mobili      | + 10' 17"   |

## Classificació de la muntanya
|   | Ciclista               | Equip              | Punts |
| - | ---------------------- | ------------------ | ----- |
| 1 | Laudelino Cubino (ESP) | Kelme-Artiach      | 61    |
| 2 | Marco Fincato (ITA)    | Roslotto-ZG Mobili | 41    |
| 3 | Alex Zülle (SUI)       | ONCE               | 40    |

## Classificació de les Metes volants
|   | Ciclista                    | Equip   | Punts |
| - | --------------------------- | ------- | ----- |
| 1 | Marcel Wüst (GER)           | MX Onda | 14    |
| 2 | Massimiliano Mori (ITA)     | Saeco   | 7     |
| 3 | José Antonio Espinosa (ESP) | MX Onda | 6     |

## Millor Equip
|   | Equip              | Nacionalitat | Temps       |
| - | ------------------ | ------------ | ----------- |
| 1 | ONCE               | Espanya      | 74h 25' 31" |
| 2 | Roslotto-ZG Mobili | Itàlia       | + 17' 00"   |
| 3 | Kelme-Artiach      | Espanya      | + 29' 13"   |